# Trăn
Trăn (in bulgaro Трън?) è un comune bulgaro situato nella Regione di Pernik di 4 747 abitanti (dati 2009). La sede comunale è nella località omonima

## Località
Il comune è formato dall'insieme delle seguenti località:
| - Trăn (sede comunale) - Bankja - Berainci - Bogojna - Bohova - Businci - Butroinci - Cegrilovci - Dălga luka - Dokjovci - Dolna Melna - Džinčovci - Elovica - Erul - Ezdimirci - Filipovci - Glavanovci - Glogovica - Gorna Melna - Goročevci - Jarlovci - Kăšle - Kosturinci - Kožinci - Lešnikovci - Leva reka | - Lomnica - Ljalinci - Milkjovci - Miloslavci - Mraketinci - Mramor - Nasalevci - Nedelkovo - Paramun - Penkjovci - Prodanča - Radovo - Rani lug - Rejanovci - Šipkovica - Slišovci - Stajčovci - Strezimirovci - Studen Izvor - Turokovci - Velinovo - Vidrar - Vrabča - Vukan - Zabel - Zelenigrad |